# 赵家镇 (达州市)
赵家镇，是中华人民共和国四川省达州市达川区下辖的一个乡镇级行政单位。2019年12月，撤销碑高乡，将其所属行政区域划归赵家镇管辖。

## 行政区划
赵家镇下辖以下地区：
老街社区、利民社区、六角丘社区、楠木村、朝阳村、申沟村、九龙村、断石村、林山村、谷花村、字库村、护林村、石垭村、飞马村社区村和桂花村。